# 博亞里夫卡
50°58′13″N 31°9′32″E / 50.97028°N 31.15889°E
博亞里夫卡（烏克蘭語：Боярівка），是烏克蘭北部的村莊，隸屬切爾尼希夫州的切爾尼希夫區。該村始建於1730年，面積0.16平方公里，海拔高度113米，2001年人口15，人口密度每平方公里94.34人。